# Piombo di Larzac

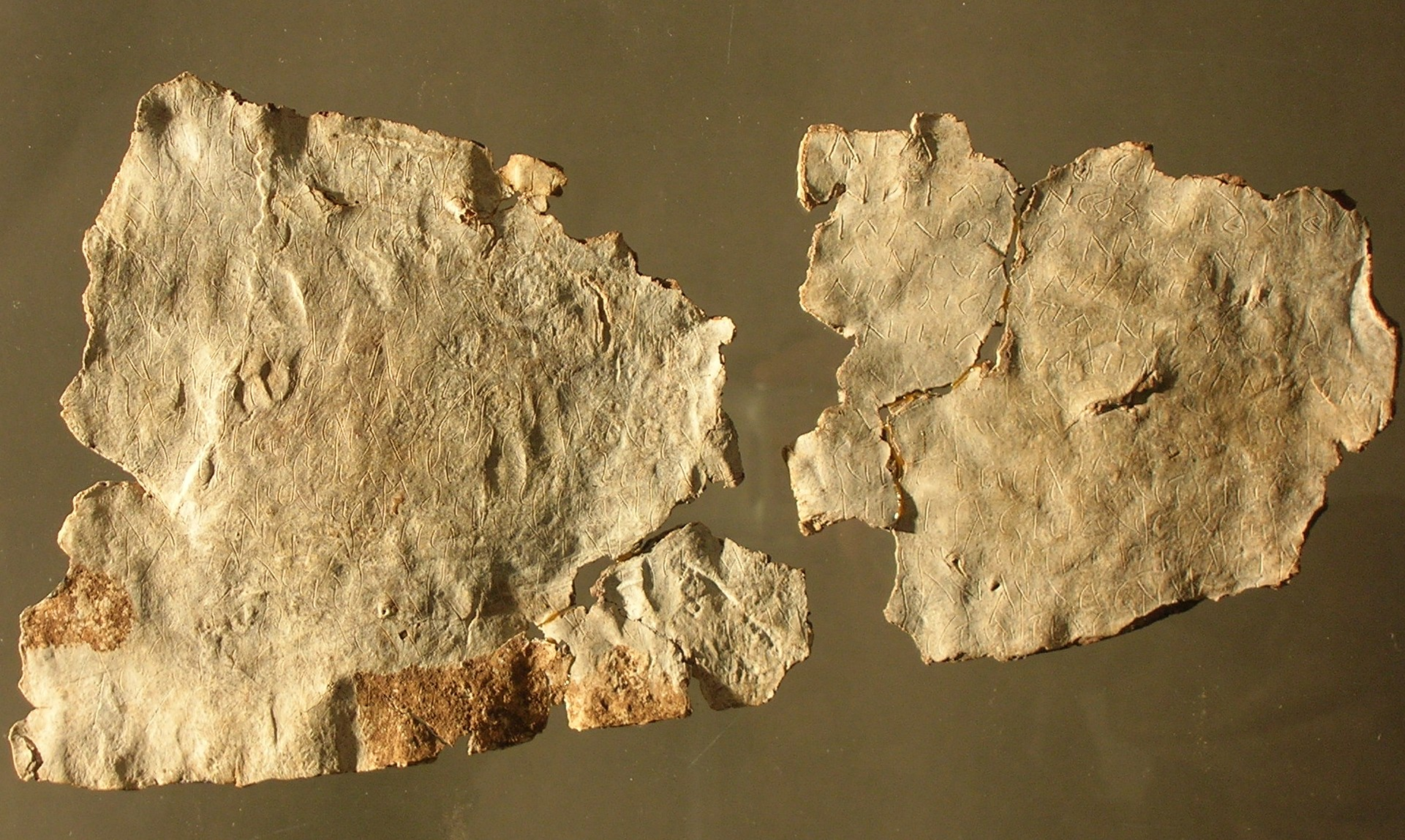
Il Piombo di Larzac.

Il Piombo di Larzac è una tabellae defixionum in piombo trovata nel 1983 nel comune francese di L'Hospitalet-du-Larzac, nell'Aveyron, e conservata nel museo di Millau. Si tratta di un'iscrizione in lingua gallica.

## Descrizione
L'iscrizione è in corsivo romano incisa su una tavoletta di piombo, conservata in due frammenti, datata intorno al 100 e trovata all'interno di una tomba della necropoli La Vayssière, a nord di L'Hospitalet-du-Larzac, vicino all'antica strada romana di Condatomagus-Luteva.
Il testo non può essere tradotto con certezza, ma è chiaro che la sua natura è quella di una maledizione magica, lanciata nel "mondo delle donne", presumibilmente da un gruppo di donne o incantatrici contro un gruppo rivale.
La collocazione della tavoletta in una tomba non è insolita nel mondo greco-romano; la tomba era considerata una porta attraverso la quale la maledizione sarebbe stata accolta le divinità infernali incaricate della sua effettiva esecuzione; inoltre, la frammentazione della tavoletta può anche essere intenzionale, eseguita dai suoi autori originali, come parte del rituale della maledizione per inviarlo nell'aldilà.
La magia invocata è chiaramente, attestata nel mondo celtico, in particolare dalla mitologia irlandese e le sorellanze delle streghe, conosciute nell'antica Gallia grazie alle informazioni tramandateci da antichi etnografi, come Pomponio Mela (III, 6, 48), il quale riportò l'esistenza di un collegium di nove sacerdotesse, appartenente alla tribù degli Osismi e in grado di invocare tempeste e di adottare forme animali, mentre Strabone (IV, 4, 6) riferì l'esistenza di un collegium di donne sannite, in onore di Dioniso, insediatosi su un'isola dell'estuario della Loira.
Sia il contesto della tavoletta che i nomi delle donne su essa incisi riflettono la cultura sincretica della Gallia romana alla fine del I secolo; in particolare, il nome di una certa Severa Tertionicna, il "capo stregone" preso di mira dalla maledizione, consiste nel  cognomen Severa e un patronimico che unisce il cognomen romano Tertio con il suffisso gaulico -ikno-.

## Contenuto
L'iscrizione è firmata "M" e "N" (N è la più recente, responsabile dell'eliminazione di parti del testo originale). Il testo di N è conservato nella sua interezza, sulle sei prime righe sul lato b del secondo frammento e parti del testo originale di M sono andate perdute; secondo Robert Marichal, infatti, "M" era uno scriba "abituale", forse un professionista, mentre la grafia di N è inesperta e laboriosa.

Il testo contiene una maledizione contro una certa Severa Tertionicna e un gruppo di donne, presumibilmente suoi seguaci, mentre Adgagsona sembra essere il nome della principale dea invocata per gli scopi della maledizione. Sono elencati in totale undici o dodici nomi di donne, che dovevano essere maledette insieme a Severa Tertionicna; la maggior parte di questi sono identificati dal loro nome con i rispettivi patronimici ("figlia di"), o uno dei loro figli ("madre di"), o come dona (di incerto significato, apparentemente "signora di", ma Lambert suggerì "nutrice di" e Lejeune suggerì "erede di"). L'elenco dei nomi è: 

Si riporta il testo dell'iscrizione con traduzione:
na brictom uidlaias uidlu[ / tigontias so adsagsona seue[rim
tertionicnim lidssatim liciatim / eianom uoduiuoderce lunget
..utonid ponc nitixsintor si[es / duscelinatia ineianon anuan[a
esi andernados brictom bano[na / flatucias paulla dona politi[us
iaia duxtir ediagias poti[ta m- / -atir paullias seuera du[xtir
ualentos dona paullius / adiega matir aiias
potita dona prim[ius / abesias
 1b etic eiotinios co et[ic / rufina casta dona[
nonus coetic diligentir soc[ / ulationicnom aucitionim[
aterem potiti ulatucia mat[ / banonias ne incitas biontutu [ue
seuerim licinaue tertioni[cnim / eiabi tiopritom biietutu semit[
retet seuera tertionicna / ne incitas biontutus ... du[
anatia nepi anda.. / ]incors onda...[
]donicon[ / ]incarata
 2a ]a senit conectos[ / ]onda bocca nene.[
]rionti onda boca ne[ / .on barnaunom ponc nit-
issintor sies eianepian / digs ne lisantim ne licia-
tim ne rodatim biont- / utu semnanom sagitiont-
ias seuerim lissatim licia- / tim anandognam acolut[
utanit andognam[ / da bocca[ / diom...[ ne[
 2b aia [...] cicena[ / nitianncobueðliðat[
iasuolsonponne / antumnos nepon
nesliciata neosuode / neiauodercos nepon
su biiontutu semn- / anom adsaxs nadoc[
suet petidsiont sies / peti sagitiontias seu-
[er]im tertio lissatim[ / ..]s anandogna [...
...]ictontias.[»
2a, 3-10 : « ogni uomo che abbia la funzione di giudice, che avessero colpito con una defixio, che lei (Severa Tertionicna) annulli la defixio da questo uomo; che non possa esserci alcuna strega per mezzo della scrittura, strega che lega, strega che dona, fra le donne, che chiedono Severa, la strega per la scrittura, la strega per mezzo di filo, la straniera.»
(Piombo di Larzac, traduzione della Scuola Normale Superiore, Pisa.)